# Мультхауп, Вилли
Вилли Мультхауп (нем.  Willi Multhaup; 19 июля 1903, Эссен — 18 декабря 1982, Эссен) — немецкий футболист, а также футбольный тренер.

## Тренерская карьера

### Начало
Первым клубом стал для Мультхаупа мюнстерский «Пройссен», который он возглавил в 1947 году, выступавший в то время в лиге Вестфалии. На следующий год после пятиматчевой серии плей-офф с «Реклингхаузеном» ему удалось вывести «Пройссен» в Оберлигу «Запад» и занять в ней четвёртое место.
В 1950 году он перешёл в «Майдерих» во вторую западную лигу. Несмотря на наличие таких соперников как «Дуйсбургер 08» и «Шварц-Вайсс Эссен», Мультхаупу удалось занять первое место и напрямую выйти в Оберлигу «Запад». «Пройссен» в конце этого же сезона занял второе место в Оберлиге и благодаря предыдущему успешному выступлению «Шальке 04», занявшего первое место, получил право участвовать в финальном раунде чемпионата Германии. По желанию игроков «Пройссена» Мультхауп был приглашён в качестве тренера на время плей-офф, в котором мюнстерцы дошли до финала, где уступили «Кайзерслаутерну» со счётом 2:1, в составе которого блистали Фриц и Оттмар Вальтеры.

### Эссенский период
В 1957 году Мультхауп стал главным тренером «Шварц-Вайсса» из Эссена, за который он выступал в 20-е годы ещё в бытность игроком. К 1959 году ему удалось вернуть клуб в Оберлигу «Запад», но за полгода до наибольшего успеха в истории команды — победы в кубке Германии 1958/59 года — Мультхауп покинул коллектив.
Новым клубом для него стал принципиальный соперник чёрно-белых — «Рот-Вайсс», ослабленный уходом Хельмута Рана. Мультхауп пришёл в кризисный период для команды и не смог предотвратить её вылета из Оберлиги «Запад», но при нём свои первые шаги в профессиональной карьере сделали такие игроки, как Отто Рехагель и Хайнц Веверс.
В последнем туре Оберлиги 1962/63 года его пригласили вновь возглавить «Майдерих», поскольку решалась судьба путёвки в создаваемую Бундеслигу. Ему удалось одержать победу над «Пройссеном» и занять итоговое необходимое третье место, но за четыре дня до старта нового сезона он отправился в Бремен.

### Вердер
Мультхауп возглавил «Вердер», после ухода из него Георга Кнёпфле, принесшего клубу первый в его истории Кубок Германии. Из-за высокого давления новой лиги и спортивного руководства Мультхаупу потребовалось время для полноценной адаптации в новых условиях. «Вердер» в его первый год постоянно находился в середине турнирной таблицы и завершил сезон на 10-м месте.
Однако, летом 1964 года была проведена масштабная трансферная кампания, в результате которой состав пополнили два защитника, ставшие на долгие годы ключевыми игроками команды, — Хорст-Дитер Хёттгес и Хайнц Штайнман. Это событие позволило Мультхаупу применить принципиально новую тактическую схему с использованием либеро, а «Вердер», благодаря этому, по итогам сезона сенсационно впервые стал чемпионом Германии. Не помешала клубу даже «эпидемия травм», хотя периодически в команде оставалось лишь 10 полевых игроков и два вратаря, способных выйти на поле.
К концу чемпионата Мультхаупом заинтересовались в Дортмунде, но руководство «Вердера» решило не создавать препятствий карьере этого тренера, и Вилли присоединился к «Боруссии».

### Боруссия
Мультхауп оставил победный след и в своей новой команде. Ему пришлось столкнуться с ожесточённой борьбой как на внутренней, так и на международной арене. Решающий матч в Бундеслиге против «Мюнхена 1860» «Боруссия» проиграла, и поэтому завоевала лишь серебро, отстав от мюнхенцев на те самые 3 очка.
Однако, успех не обошёл команду в Кубке обладателей кубков. В финале ей удалось одолеть «Ливерпуль», руководимый легендарным Биллом Шенкли, а по пути к нему выбить из турнира «Вест Хэм» и «Атлетико Мадрид».
Летом 1966 года на чемпионат мира отправились Ханс Тильковски, Лотар Эммерих иЗигфрид Хельд, раскрывшиеся под руководством Мультхаупа в «Боруссии». Но планы тренера вновь изменились — «Кёльн» пытался возродить былое величие, и его предложение показалось Мультхаупу наиболее верным вариантом продолжения своей карьеры.

### Кёльн
Несмотря на россыпь «звёздных игроков» в «Кёльне» (за команду выступали Милутин Шошкич, Йоханнес Лёр, Вольфганг Вебер, Вольфганг Оверат) чемпионат завершился для них лишь на седьмом месте. В следующем сезоне Мультхаупу удалось лишь немного улучшить результат и добиться четвёртой строчки в турнирной таблице.
Ситуацию лишь немного удалось подправить победой в кубке Германии, но Мультхауп принял решение по окончании сезона завершить свою футбольную карьеру. В 1971 году он на время возглавил «Вердер», но затем ушёл из футбола окончательно.

## Прозвище
Вилли Мультхауп родился близ рынка соли в Эссене, где его родители владели рыбной лавкой. По этой причине он получил прозвище Fischken, закрепившееся за ним во время выступления в «Шварц-Вайссе».

## Отзывы
Отто Рехагель:
Хороший человек со знаниями эксперта. Ему каждый раз удавалось описать противника со всеми сильными и слабыми его сторонами.
Зигфрид Хельд:
Мультхауп был подарком, как никто другой. Разговор с ним был всегда сильным и уверенным.
.